# ابن مطران
اسعد بن ابی الفتح الیاس بن جِرجِس معروف به ابونصر بن مُطران (زادهٔ دمشق - درگذشتهٔ ۱۱۹۱ میلادی در دمشق) پزشک، ادیب و موسیقی‌دان عرب بود که در دربار صلاح‌الدین ایوبی صاحب منصب بود.

## زندگینامه
پدر ابن مطران نیز پزشک بود. ابن مطران در دمشق بزرگ شد و در ادبیات و شعر و علوم تعلیم دید. سپس به روم رفت تا با دانش مسیحیان آشناتر گردد و پس از آن به عراق رفت و در آنجا به عنوان پزشک مشغول به کار شد و تا پایان عمر نیز به همین شغل مشغول بود.
ابن مطران به مطالعه بسیار علاقه‌مند بود و نقل است که در کتابخانه‌اش بیش از ده‌هزار جلد کتاب داشت و در پایان عمرش نیز در همین کتابخانه درگذشت.

## آثار
- بستان الأطباء وروضة الألباء (ابن مطران قبل از تمام کردن بخش دوم کتاب درگذشت)
- المقالة الناصریة فی  حفظ الصحة تقدیم شده به صلاح‌الدین ایوبی
- المقالة النجمیة فی التدابیر الصحیة تقدیم شده به نجم‌الدین ایوب، پدر صلاح‌الدین ایوبی
- اختصار کتاب الأنوار للکسدانیین
- لغز فی الحکمة
- کتاب علی مذهب دعوة الأطباء لابن بطلان
- الأدویة المفردة (ابن مطران قبل از تمام کردن کتاب درگذشت)
- آداب طب الملوک